# متروی ۲

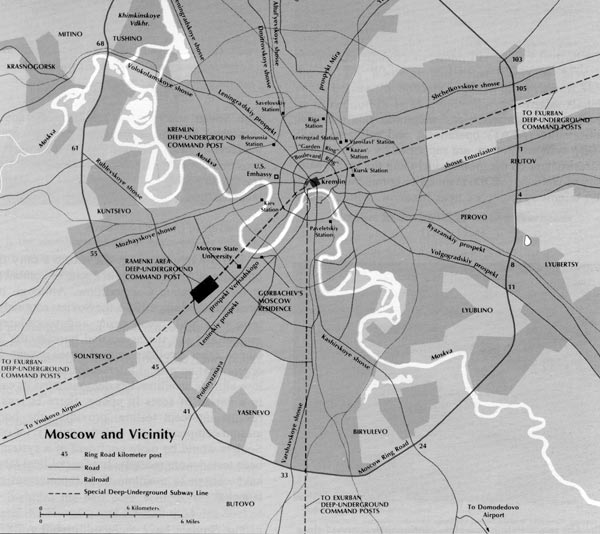
نفشه‌ای از سیستم متروی ۲ که توسط نظامیان ایالات متحده گمان شده‌است.

متروی ۲ در مسکوی روسیه، نام غیررسمی برای متروی زیرزمینی محرمانه‌است که ادعا می‌شود که موازی با متروی عمومی مسکو است. گمان شده که راه‌اندازی آن در زمان استالین ساخته شده، یا حداقل شروع شده و رمزی که برای آن توسط کاگ‌ب استفاده می‌شده D-6 بوده‌است. گمان شده که این مکان هنوز توسط هیئت مدیرهٔ عمومی ریاست جمهوری برنامه‌های خاص (ru) و وزارت دفاع روسیه اداره می‌شود.
گمان می‌شود «متروی ۲» دارای ۴ خط مترو بوده که در عمق ۵۰ تا ۲۰۰ متری زمین واقع شده‌اند. افزون بر این گفته شده‌است که این خط مترو کاخ کرملین، دفتر مرکزی امنیت ملی روسیه، فرودگاه دولتی Vnukovo-2، شهر زیرزمینی Ramenki و چندین نقطهٔ مهم دیگر را به هم متصل میکند. از این سیستم مترو مخفی به منظور حفظ امنیت افراد مهم در زمان جنگ‌های احتمالی استفاده خواهد شد.
با وجود اینکه افراد زیادی از وجود این سیستم مترو مخفی اطلاع داده‌اند، آژانس امنیت ملی روسیه وجود آنرا نه تایید و نه تکذیب کرده است. اما اسنادی دال بر وجود آن در اینترنت منتشر شده‌است که شامل یک گزارش از وزارت دفاع آمریکا می‌باشد که در آن به وجود یک سیستم زیرزمینی مخفی در مسکو اشاره شده و یک نقشهٔ احتمالی از آن ارائه گشته است. 